# Günter Fink
Günter Fink (* 19. November 1913 in Dresden; † 22. Januar 2000 in Berlin) war ein deutscher bildender Künstler.

## Leben
Fink absolvierte eine Ausbildung in Dresden zum Lithografen, nebenher besuchte er Abendkurse an der Kunstakademie Dresden. Später studierte er an der Kunstgewerbeakademie Dresden bei Arno Drescher.
Im Jahr 1949 stellte er seine Werke erstmals auf Hiddensee in der Blauen Scheune aus, die er 1955 erwarb und wo seine Werke seitdem regelmäßig ausgestellt wurden. Die Sommerausstellungen erfolgen dort bis heute. Das Gebäude wurde von seiner Witwe Helga Fink (* 1938) bis zu ihrem Tod 2022 bewohnt.

## Ausstellungen (Auswahl)
- 1949 und ab 1955 auf Hiddensee in der Blauen Scheune
- 1950–1955 auf Hiddensee am Norderende

- 1949 Stadt Wehlen
- 1950 Grünes Haus Dresden
- ab 1951 Dürer-Haus Erfurt
- 1970 und 1971 „Winterausstellung“ in Berlin-Friedrichshagen
- 1993 und 1996 Blaufelden-Hohenlohe

## Einzelbelege
1. ↑  Traueranzeigen von Helga Fink | trauer-anzeigen.de. Abgerufen am 26. August 2023 (deutsch).

| Personendaten    | Personendaten                |
| ---------------- | ---------------------------- |
| NAME             | Fink, Günter                 |
| KURZBESCHREIBUNG | deutscher bildender Künstler |
| GEBURTSDATUM     | 19. November 1913            |
| GEBURTSORT       | Dresden                      |
| STERBEDATUM      | 22. Januar 2000              |
| STERBEORT        | Berlin                       |